# Veronica Guerin
Veronica Guerin (Artane, 5 de julho de 1958 — Dublin, 26 de junho de 1996) foi uma jornalista irlandesa.

## Biografia
Começou tardiamente na profissão, depois dos 30 anos, e gostava do jornalismo investigativo. Exemplo de determinação e coragem, sua vontade incessante por justiça fez com que pagasse com a vida a investigação a fundo sobre a máfia e o tráfico de drogas em Dublin, capital da Irlanda, durante a década de 1990. Denunciou também a ligação que alguns dos mais importantes gângsteres tinham com o IRA.  Sofreu um atentado e chegou a ser espancada por um dos maiores mafiosos da cidade.
Depois do seu assassinato, a população da Irlanda se revoltou e foi às ruas fazer protestos, e os barões do tráfico tiveram seus bens confiscados e foram presos. Um ano depois do acontecido, os crimes caíram em mais de 50% na Irlanda.
Veronica Guerin é considerada uma heroína na Irlanda.

## Filmes
Dois filmes foram realizados baseados na história de Veronica Guerin:
- When the Sky Falls, de 2000, com Joan Allen como "Sinead Hamilton".
- Veronica Guerin, de 2003, estrelado por Cate Blanchett como "Veronica".

## Canções
A banda de metal progressivo Savatage incluiu uma canção baseada na história da jornalista no álbum  The Wake of Magellan, de 1998.
O músico irlandês Christy Moore também escreveu uma canção em sua homenagem, chamada Veronica.